# Музей Владимира Короткевича
Музе́й Влади́мира Коротке́вича (бел. Музей Уладзіміра Караткевіча, классич. бел. Музэй Уладзімера Караткевіча) — музей в городе Орша Витебской области Республики Беларусь, посвящённый жизни и творчеству классика белорусской литературы Владимира Семёновича Короткевича. Является филиалом Музейного комплекса истории и культуры Оршанщины.

## История
Музейный комплекс был основан в соответствии с решением Оршанского исполкома от 20 апреля 1994 года. Изначально планировалось создать музей «Наши знаменитые земляки», один из разделов экспозиции которого должен был быть посвящён Владимиру Короткевичу. Однако в 1995 году поступило предложение от Союза писателей Беларуси о создании в Орше именно музея Владимира Короткевича. 26 ноября 2000 года к 70-летию со дня рождения писателя было открыто здание музея с небольшой экспозицией в одном зале. С февраля 2002 года музей состоит из двух выставочных залов с постоянной экспозицией.

## Здание музея
Музей Владимира Короткевича расположен в здании-памятнике гражданской архитектуры конца XIX — начала XX века. С 1925 года здесь размещался родильный дом, в котором 26 ноября 1930 года и появился на свет будущий писатель.

## Экспозиции
В двух залах на первом этаже здания размещена музейная экспозиция под общим названием «Портрет писателя и человека», в которой представлено более тысячи экспонатов. Центральную часть экспозиции занимает фрагмент кабинета минской квартиры Короткевича, в котором размещены личные вещи писателя, рукописи его произведений, рисунки. Также здесь можно услышать уникальные записи голоса самого Короткевича, музыкальные произведения белорусских исполнителей на его стихи и посмотреть художественные фильмы по его сценариям.
На втором этаже музея расположена художественная галерея для проведения временных выставок.